# Hillsboro (Ohio)
Hillsboro ist eine City in und Verwaltungssitz von Highland County  im US-amerikanischen Bundesstaat Ohio. Das U.S. Census Bureau ermittelte bei der Volkszählung 2020 eine Einwohnerzahl von 6481.

## Geografie
Hillsboro liegt im Südwesten Ohios.
Die geografischen Koordinaten von Hillsboro sind 39°12′21″ nördlicher Breite und 83°36′50″ westlicher Länge. Das Stadtgebiet erstreckt sich über eine Fläche von 14 km². 
Im Südwesten der Stadt befindet sich der Rocky Fork State Park mit dem Rocky Fork Lake.
Nachbarorte sind Leesburg (18 km nordöstlich), Wilmington (35 km nordwestlich), Chillicothe (60 km östlich) und Lynchburg (18 km westlich).
Die nächstgelegenen größeren Städte sind Cincinnati am Ohio (85 km westlich), Ohios Hauptstadt Columbus (105 km nordöstlich), Indianapolis, die Hauptstadt des US-Bundesstaates Indiana (250 km westlich) und Toledo am Eriesee (300 km nördlich). Die nächste Millionenstadt ist Chicago (520 km nordwestlich).

## Verkehr
Durch Hillsboro führen die U.S. Highways 50 und 62.
Seit 1846 war die Stadt für etwa 100 Jahre an das Schienennetz der Baltimore and Ohio Railroad angebunden.
Mit dem Highland County Airport liegt 5 km südöstlich der Stadt ein kleiner Flugplatz. Der nächste Überregionale Verkehrsflughafen ist der Flughafen Port Columbus International in Columbus (120 km nordöstlich).

## Bevölkerung
Nach der Volkszählung im Jahr 2010 lebten in Hillsboro 6605 Menschen in 2755 Haushalten. Die Bevölkerungsdichte betrug 470 Einwohner pro Quadratkilometer.
Ethnisch betrachtet setzte sich die Bevölkerung zusammen aus 90,0 Prozent Weißen, 5,8 Prozent Afroamerikanern, 0,8 Prozent Asiaten, 0,3 Prozent amerikanischen Ureinwohnern sowie 0,2 Prozent aus anderen ethnischen Gruppen; 
2,9 Prozent stammten von zwei oder mehr Ethnien ab. Unabhängig von der ethnischen Zugehörigkeit waren 1,3 Prozent der Bevölkerung spanischer oder lateinamerikanischer Abstammung. 
24,3 Prozent der Bevölkerung waren unter 18 Jahre alt, 55,6 Prozent waren zwischen 18 und 64 und 20,1 Prozent waren 65 Jahre oder älter. 55,1 Prozent der Bevölkerung war weiblich.
Das mittlere jährliche Einkommen eines Haushalts lag bei 34.058 USD. Das Pro-Kopf-Einkommen betrug 18.582 USD. 18,1 Prozent der Einwohner lebten unterhalb der Armutsgrenze.

## Persönlichkeiten
- Milton Caniff (1907–1988), Comiczeichner und -autor. (Terry and the Pirates, Steve Canyon)
- Eliza Thompson (1816–1905), Aktivistin der Abstinenzbewegung